# Орайоки
Орайоки (устар. Ора-йоки) — река в России, протекает в Мурманской области. Впадает в губу Печенга Баренцева моря. Длина реки составляет 10 км.

## Данные водного реестра
По данным государственного водного реестра России относится к Баренцево-Беломорскому бассейновому округу, водохозяйственный участок реки — Печенга. Речной бассейн реки — бассейны рек Кольского полуострова, впадает в Баренцево море.
Код объекта в государственном водном реестре — 02010000212101000000466.